# Jens Kidman
Jens Kidman (Umeå, 8 giugno 1966) è un cantante e musicista svedese, frontman del gruppo musicale Meshuggah.

## Biografia
Nei primi anni con i Meshuggah, Kidman ricopriva il doppio ruolo di cantante e chitarrista. In seguito, quando al gruppo si unì il chitarrista ritmico Mårten Hagström, Kidman decise di concentrarsi esclusivamente sulla voce. Tuttavia avrà modo di contribuire anche con alcune parti di chitarra, basso e parti di batteria programmate per le registrazioni dell'album Catch Thirtythree.

## Discografia

### Album in studio
- 1991 - Contradictions Collapse
- 1995 - Destroy Erase Improve
- 1998 - Chaosphere
- 2002 - Nothing
- 2005 - Catch Thirtythree
- 2008 - ObZen
- 2012 - Koloss
- 2016 - The Violent Sleep of Reason
- 2022 - Immutable

### Album dal vivo
- 2010 - Alive
- 2013 - The Ophidian Trek

### EP
- 1989 - Psykisk Testbild (Meshuggah)
- 1994 - None
- 1995 - Selfcaged
- 1997 - The True Human Design
- 2004 - I

### Demo
- 1989 - Ejaculation of Salvation
- 1993 - Promo 1993

### Split
- 1996 - Hypocrisy/Meshuggah

### Raccolte
- 2001 - Rare Trax